# Ништа без маме
Ништа без маме (енгл. Keeping Mum) британска је црна комедија из 2005. коју је продуцирао и, заједно са Ричардом Русом, написао Нил Џонсон. Главне улоге у филму играли су Роуан Аткинсон, Кристин Скот Томас, Меги Смит и Патрик Свејзи. Филм је снимљен у продукцији компанија Isle of Man Film, Azure Films и Tusk Productions, а објављен је 2. децембра 2005. године у Уједињеном Краљевству преко Summit Entertainment-а.

## Радња
Када се млада трудница по имену Роузи Џоунс укрцава у воз, из њеног огромног кофера почиње цурити крв. Полиција је касније испитала два мртва тела пронађена унутра, а Роузи смирено открива да су то њен неверни супруг и његова љубавница, због чега бива осуђена на дугу затворску казну. Четрдесет три године касније, Валтер Гудфелоу, свештеник села Литл Валоп (енгл. Little Wallop), веома заузет писањем савршене беседе за конференцију, не бива свестан проблема који се дешавају у његовој кући. Његова супруга Глорија започиње аферу са својим инструктором голфа Ленсом, због њене неиспуњене емоционалне/сексуалне потребе; његовој ћерци Холи, иако непунолетној, буде се велике сексуалне жеље, те непрестано проналази нове момке; а његов син, Пети, доживљава вршњачко насиље у школи.
Њихови проблеми се убрзо мењају доласком нове спремачице по имену Грејс Хокинс. Она се постепено уклапа у њихов живот и почиње да учи о проблемима у кући, Џек Расел теријеру њиховог комшије господина Брауна, који непрестано држи Глорију будном ноћу својим константним лајањем; малтеретирању Петија у школи и афери Глорије и Ленса. Грејс почиње да решава њихове проблеме на свој начин, убијањем комшијског теријера и његовог власника господина Брауна, саботирањем кочница на бициклама насилника који малтретирају Петија и убијањем Ленса испред куће, јер је он претходно снимао Холи кроз прозор док се пресвлачила.
Док Валтер припрема своју беседу за конференцију, Грејс му предлаже да дода хумор у своје проповедање. Даље, она открива да је допустио да његов однос са супругом пропадне због његове преданости Богу и напомиње му да може да воли своју жену као и Бога, скрећући му пажњу на еротске делове у Песми над песмама. Наизглед проблеми у домаћинству постепено нестају, а Валтер одлази на своју конференцију.
Грејсине акције се откривају када Глорија и Холи виде њену фотографију на телевизији у новинском извештају који приказује њено пуштање из затвора и претходне преступе. Тада се открива да је Грејс Глоријина давно изгубљена мајка Роузи Џоунс, након чега им објашњава зашто је уопште дошла у Литл Валоп. Упркос њеном неслагању са Грејсиним начином решавања проблема, убијањем људи који су их створили, Глорија пристаје да помогне својој мајви око сакривања Ленсовог тела. Њих три одлучују да не кажу Валтеру и Петију ништа од онога што се догодило.
Док је Валтер још био на конференцији, њихова комшика госпођа Паркер долази да разговара о проблему „црквеног одбора за уређење цвећа”, међутим Грејс због параноичног утиска да госпођа Паркер зна за њене злочине, покуава да је тигањем удари по глави, али је Глорија спречава. Госпођа Паркер, шокирана покушајем убиства, добија срчани удар и умире. Валтер се управо тада враћа са конвенције и угледа тело госпође Паркер, не схватајући да је мртва. Убрзо након тога, Грејс напушта породицу када у њој напокон успоставља ред.
Касније, Валтер разговара са Бобом и Тедом, запосленима у водоводу, о рибњаку поред њихове куће. Они му саопштавају да у језеру има превише алги и да га је потребно исушити. Присећајући се да је Грејс своје жртве бацила у то језеро, Глориа узнемирена нуди двојци радника чај те их касније убија и њихова тела такође баца у рибњак.

## Улоге
| Улога                      | Глумац             |
| -------------------------- | ------------------ |
| Валтер Гудфелоу            | Роуан Аткинсон     |
| Глорија Гудфелоу           | Кристин Скот Томас |
| Роузи Џоунс / Грејс Хокинс | Меги Смит          |
| млада Роузи Џоунс          | Емилија Фокс       |
| Ленс                       | Патрик Свејзи      |
| Холи Гудфелоу              | Тамсин Еџертон     |
| Пети Гудфелоу              | Тоби Паркс         |
| Госпођа Паркер             | Лиз Смит           |
| Господин Браун             | Џејмс Бут          |